# Griffithsochloa multifida
Griffithsochloa multifida là một loài thực vật có hoa trong họ Hòa thảo. Loài này được (Griffiths) G.J.Pierce mô tả khoa học đầu tiên năm 1978.